# Teorema probabilității totale
Definiție: Mulțimea Ω a tuturor rezultatelor posibile, incompatibile două câte două, care pot avea loc în cazul unei probe a unui experiment aleatoriu se numește universul probelor (sau spațiul probelor).

Exemplu. La aruncarea unei monede omogene avem Ω={b,s}, unde b este banul, iar s este stema.
Definiție. Fie Ω un univers. Se numește eveniment orice submulțime a lui Ω.

Exemplu. La aruncarea monedei Ω={s,b} si P(Ω={Ø,{s},{b},{s,b}}.

Deci în acest caz avem patru evenimente: 
1. Ø numit eveniment imposibil (care nu se realizează în nici o probă),
2. A={s} (constă în apariția stemei într-o probă),
3. B={b} (constă în apariția banului într-o probă),
4. C={s,b}=Ω numit evenimentul sigur (constă în apariția banului sau a stemei într-o aruncare) care se realizează întotdeauna.